# Bumba cabocla
Bumba cabocla is een spinnensoort uit de familie vogelspinnen (Theraphosidae).
De wetenschappelijke naam van de soort werd voor het eerst geldig gepubliceerd in 2000 door Pérez-Miles.